# 當街燈亮起時
《當街燈亮起時》（英語：When the Streetlights Go On）是一部由艾迪·奧克費（Eddie O'Keefe）和克里斯·赫頓（Chris Hutton）所撰寫的美國網路電視劇，該劇在2020年4月6日於Quibi首播。

## 概要
“1995年，我們的小鎮被施加了一道黑暗詛咒，那時我15歲”。講述那年——美國著名的熱夏，鎮上有一個漂亮的女孩被殺，在謀殺疑雲中，她的姐姐在內的多名青少年掙扎着要找到真相和常態。 

## 演員
- 裘森·雅各布（英语：Chosen Jacobs） 飾演 查理·錢伯斯（Charlie Chambers）
- 索菲·撒切爾 飾演 貝基·門羅（Becky Monroe）
- 本·艾勒斯（Ben Ahlers）飾演 布拉德·基爾霍夫（Brad Kirchoff）
- 山姆·斯特雷克（英语：Sam Strike） 飾演 卡斯珀·塔圖姆（Casper Tatum）
- 茱莉亞·莎拉·史東（英语：Julia Sarah Stone） 飾演 貝里斯·比曼（Berlice Beaman）
- 皇后·拉蒂法 飾演 格拉索警探（Detective Hoffman）
- 托尼·海爾 飾演 博克（Boque）
- 馬克·杜普拉斯 飾演 卡彭特先生（Mr. Carpenter）
- 克莉絲汀·弗洛賽斯 飾演 克里斯西·門羅 （Chrissy Monroe）

### 試撥
- 馬克斯·伯克霍爾德（英语：Max Burkholder） 飾演 查理·钱伯斯（Charlie Chambers）
- 敖德薩·楊（英语：Odessa Young） 飾演 貝基·門羅（Becky Monroe）
- 班·溫契爾 飾演 布拉德·基希霍夫（Brad Kirchhoff）
- 亞當·隆恩（英语：Adam Long） 飾演 卡斯珀·塔圖姆（Casper Tatum）
- 凯莉·梅奥（Kelli Mayo）飾演 貝里斯·比曼（Berlice Beaman）
- 格雷厄姆·貝克爾（英语：Graham Beckel） 飾演 霍夫曼警探（Detective Hoffman）
- 德鲁·羅伊（英语：Drew Roy） 飾演 卡彭特先生（Mr. Carpenter）
- 妮寇拉·佩茲 飾演 克里斯西·門羅（Chrissy Monroe）

## 反應
在爛番茄網站中，該系列獲得75％新鮮度，6.89/10分（20位影評人）。